# Friedhofskapelle (Hagenbach)

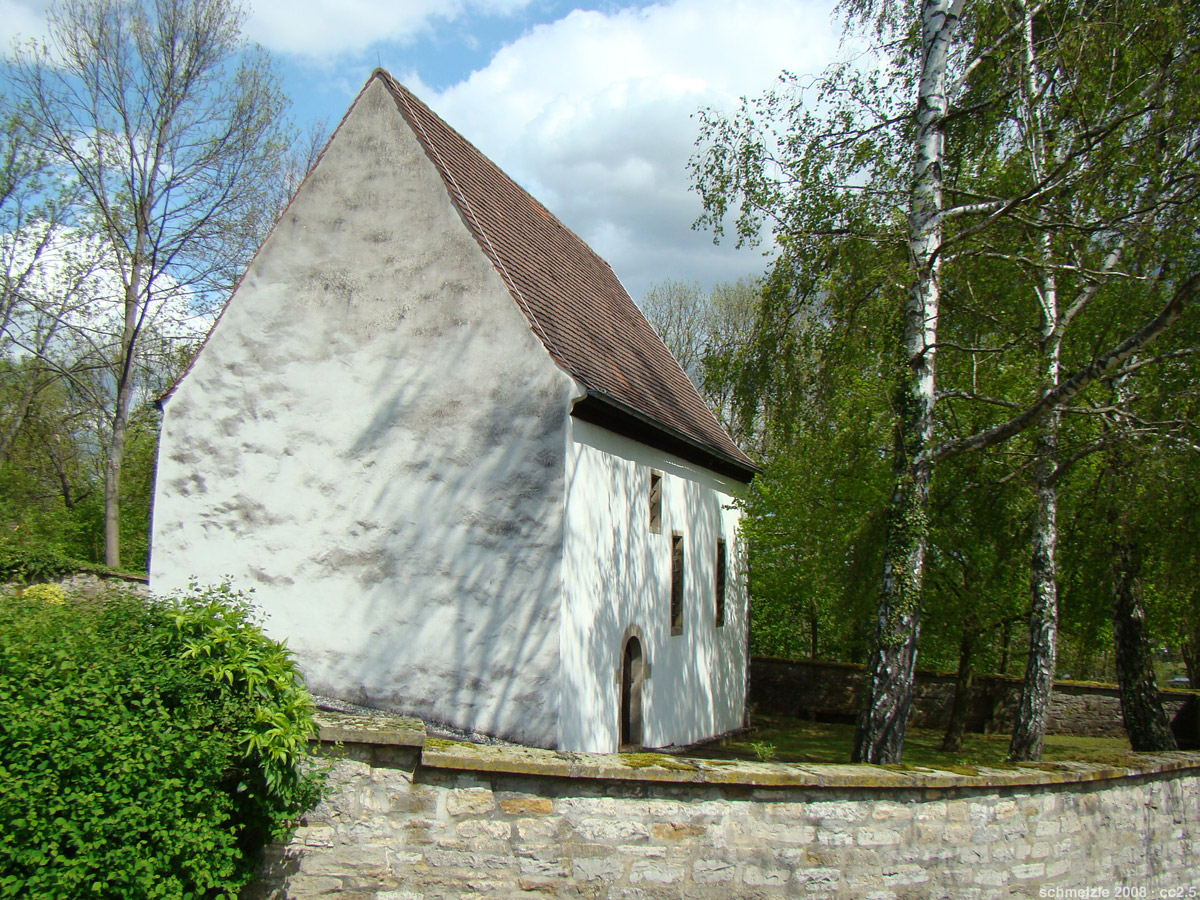
Friedhofskapelle Bad Friedrichshall-Hagenbach

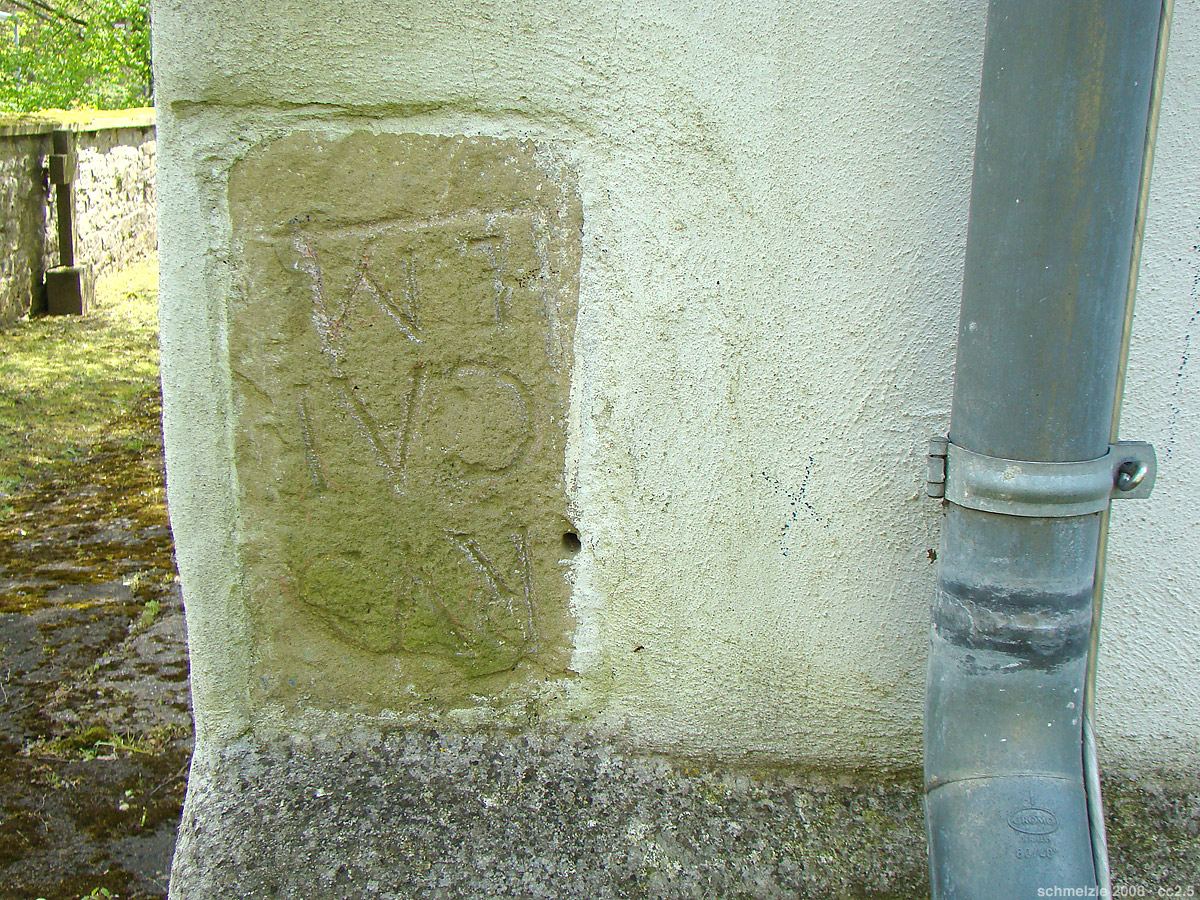
Fragment eines römischen Steins an der Friedhofskapelle

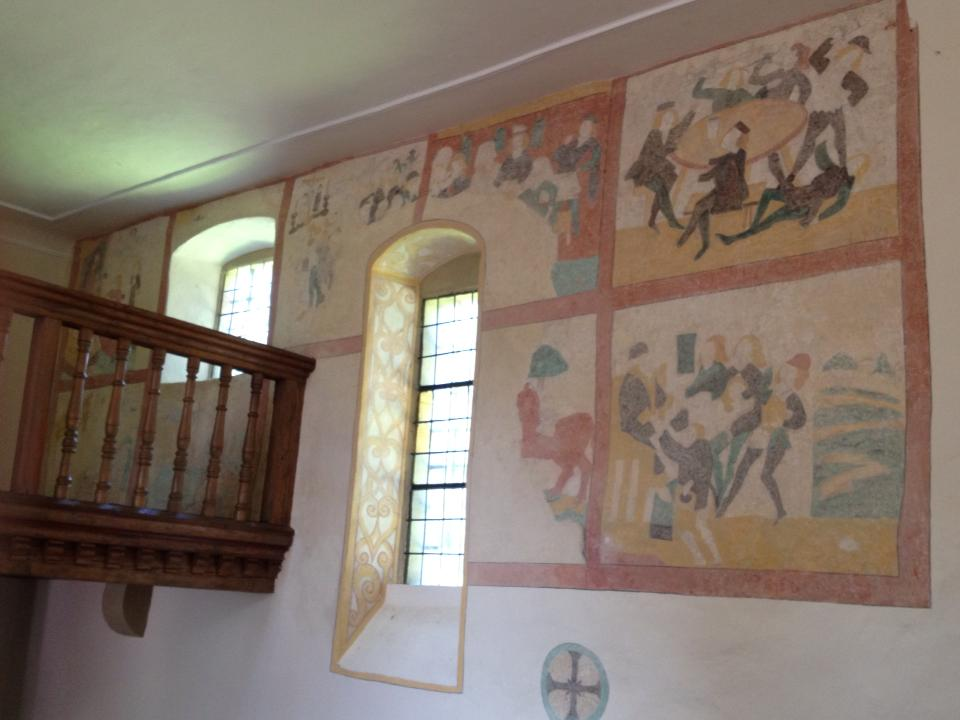
Malereien an der Nordwand

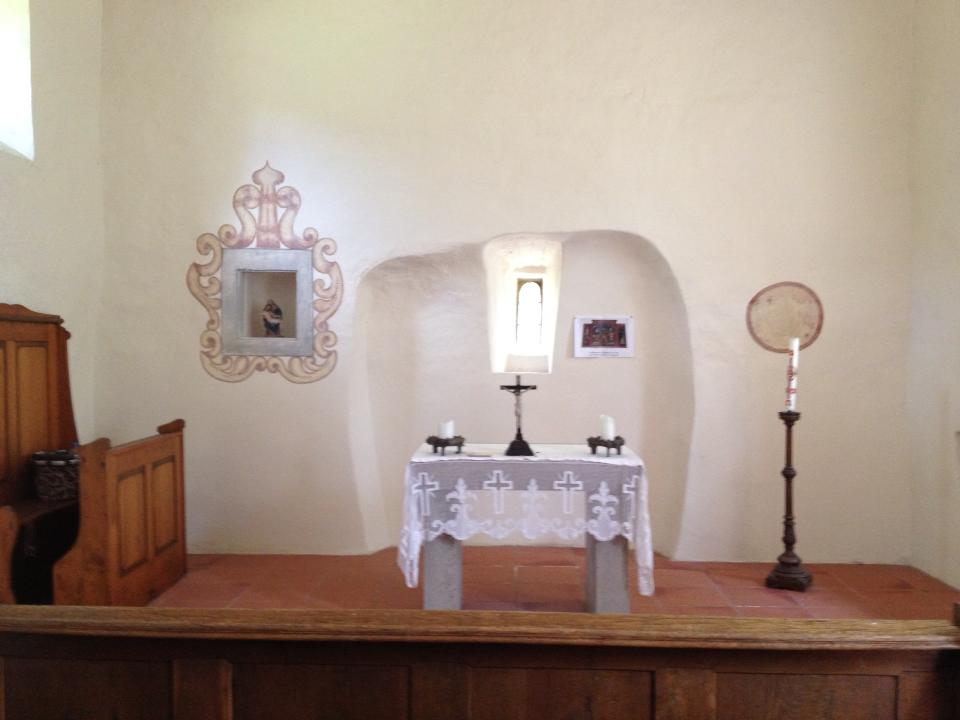
Altarwand mit romanischem Fenster in ungleichmäßiger Nische

Die Friedhofskapelle in Bad Friedrichshall-Hagenbach im Landkreis Heilbronn im nördlichen Baden-Württemberg, markiert den ursprünglichen Hagenbacher Siedlungskern und ist das älteste erhaltene Gebäude des Stadtteils. Die Kapelle war die ursprüngliche, dem Hl. Kilian geweihte Kirche des Ortes und wurde spätestens in der Zeit der Romanik erbaut. Im Inneren haben sich spätgotische Wandmalereien und eine Empore von 1611 erhalten. Im 18. Jahrhundert wurde die größere Kilianskirche im Bad Friedrichshaller Stadtteil errichtet, woraufhin die ältere Kirche nur noch als Friedhofskapelle genutzt wurde.

## Geschichte
Die Kapelle war die ursprüngliche, dem Heiligen Kilian geweihte Hagenbacher Kirche und als solche gemäß alter Gefälle zur Pfarrerversorgung wohl Filiale der Kreuzkapelle in Duttenberg. Als Steinkirche wurde das Gebäude wohl noch in der Zeit der Romanik erbaut, worauf das noch erhaltene Chorfenster sowie ein einst vorhandenes schmales rundbogiges Portal hinweisen. Die Gründung des heutigen Ortes Hagenbach und damit auch das Entstehen der Kapelle gehen auf die strategisch günstige Lage an der Hohen Straße, einem alten Fernweg längs der Wasserscheide von Jagst und Kocher zurück. Nahe der Kirche befand sich in römischer Zeit eine Villa rustica, auf die neben jüngeren archäologischen Befunden auch alte, sich auf Mauern beziehende Flurnamen hinweisen. Selbst in die Wand der Kapelle waren einst zwei römische Inschriftensteine vermauert, von denen der umfangreicher beschriftete und noch lesbare Stein inzwischen in ein Museum verbracht wurde, während an der Kirche nur noch ein nicht mehr deutbares römisches Inschriftenfragment verblieb. Obwohl die Kirche nur sehr klein ist, wurde sie bereits in alter Zeit mehrfach umgebaut. Ihren romanischen Charakter verlor sie spätestens zur Zeit der Renaissance, als man die Seitenfenster der Kirche umgestaltet hat. Größere Teile der Ausmalung gingen durch den Umbau der Fenster sowie den Einbau der Empore 1611 verloren. Gemäß baulicher Befunde war der Altarbereich einst vom restlichen Kirchenraum durch eine raumhohe Mauer abgetrennt. Verschiedene bauliche Auffälligkeiten im Altarbereich, darunter die auffällige ungleichmäßige Nische an der Chor-Ostwand oder das Vorhandensein von zwei als Sakramentsnischen gedeuteten rechteckigen Wandvertiefungen, sind heute nicht mehr eindeutig erklär- oder datierbar.
Als die Hagenbacher Kirche 1512 erstmals erwähnt wurde, war sie bereits Filiale von Untergriesheim geworden. Das Heuchlinger Amtslagerbuch von 1686 bestätigt, dass ein Pfarrer aus Untergriesheim alle 14 Tage den Gottesdienst in Hagenbach versah und dass die Kapelle dem Heiligen Kilian geweiht war. Die Kapelle wurde mit dem Anwachsen des Ortes zu klein, um alle Gläubigen zu fassen. Daher wurde 1753 die Kilianskirche als Ersatz für die zu klein gewordene Kapelle erbaut, die seitdem als Friedhofskapelle oder Alte Kirche bezeichnet wird. Da sich die Lage der Siedlung Hagenbach im Laufe der Zeit nach Süden verschoben und ausgedehnt hat, liegt die einst in der alten Ortsmitte befindliche Kapelle heute am nördlichen Rand von Hagenbach.
1932 wurden bei Sanierungsarbeiten durch Albert Aich die spätgotischen Malereien an der Nordwand der Kirche freigelegt, woraufhin man die Kirche als Baudenkmal eingestuft hat. Nach dem Zweiten Weltkrieg wurde die Kirche im Inneren zeitweilig zu einem Gefallenenehrenmal umgestaltet. 1969 wurden die historischen Malereien anlässlich einer Kirchenrenovierung durch Willy Eckert aus Bad Mergentheim restauriert. Die letztmalige Sanierung der Kapelle fand von 1995 bis 1999 unter Leitung des Bad Friedrichshaller Architekten Ludwig Herkle und nach Vorgaben des Landesdenkmalamtes statt. Die Kirche wurde dabei innen und außen neu verputzt, da sich im Lauf der Zeit Feuchtigkeitsschäden eingestellt hatten, die man außerdem mit neuen Dachrinnen und einer verbesserten Drainage bekämpfte. Der Schwerpunkt der Sanierung lag erneut auch auf der Restaurierung der Wandmalereien.
Da auf dem Friedhof von Bad Friedrichshall-Hagenbach inzwischen auch eine moderne Aussegnungshalle, wohin man die Kriegerdenkmale versetzt hat, und ein freistehender Glockenturm für die bei der Glockengießerei Bachert gegossene Friedhofsglocke errichtet wurden, wird die Friedhofskapelle nur noch gelegentlich genutzt.

## Beschreibung
Die Friedhofskapelle ist ein rechteckiger, nach Osten ausgerichteter Saalkirchenbau mit Zeltdach. Der Eingang befindet sich im hinteren Bereich der südlichen Seitenwand, an der westlichen Giebelseite ist eine hölzerne Empore von 1611 eingezogen. Der Altarbereich befindet sich an der östlichen Giebelseite, die noch ein romanisches Fenster in einer ungleichmäßig ausgebildeten Nische aufweist. Der Kirchenraum ist von einer relativ jungen, flachen Stuckdecke überzogen. In der Nordwand sind unterhalb der Decke noch deutlich Ansätze einer Trennmauer zwischen Kirchenraum und Altarbereich zu erkennen, in der Südmauer sind nur schemenhaft entsprechende Spuren unter dem Putz auszumachen. Die Fenster in den Längswänden erhielten ihre heutige, rechteckige Form in der Zeit der Renaissance, da die Fensterlaibungen teilweise noch Ausmalungen aus jener Zeit aufweisen. Die rechteckige Nische in der südlichen Seitenwand wird als alte Sakramentsnische gedeutet. Sie war lange Zeit vermauert und wurde erst bei einer der jüngeren Renovierungen entdeckt und geöffnet. Die rechteckige, ummalte und mit profiliertem Rahmen versehene Nische in der Altarwand links des Fensters wird als jüngere Sakramentnische gedeutet. Fußboden und Altartisch der Kirche stammen von einer der letzten Renovierungen.
Kunsthistorisch bedeutsam sind die spätgotischen Malereien an der Nordwand. Insgesamt wurden dort zehn Bildfelder freigelegt, die jedoch durch den Umbau der Fenster zur Zeit der Renaissance und durch den Einbau der Empore 1611 stark beeinträchtigt wurden. Nur noch wenige der Szenen lassen sich zweifelsfrei deuten. Ganz links oben ist Christus als Weltenrichter auf einem Thron dargestellt, über dem die Taube des heiligen Geistes schwebt. Im Bildfeld oben in der Mitte sind noch Teile eines Altars mit Kruzifix zu erkennen. Unten links sind Teile eines Bettkastens sichtbar. Die Szenen rechts außen sind besser erhalten, können aber nicht mehr gedeutet werden. Rechts oben ist eine Szene dargestellt, bei der sich sechs Männer mit Schwertern um einen runden Tisch bekämpfen, wobei einige der Personen im Begriff sind, zu Boden zu gehen. Weitere Bildfelder im rechten Bereich zeigen ebenfalls vielfigurige Szenen. Die Szenenfolge wird allgemein als Biblia pauperum (Armenbibel) mit besonderem Schwerpunkt auf der Darstellung weltlicher Sünden verstanden. Außerdem sind an den Wänden noch Reste der Weihekreuze vorhanden.
Die Empore stammt gemäß der Datierung am Stützpfosten aus dem Jahr 1611. Die Treppe zur Empore weist noch renaissancezeitliche Stufen auf. Die Doggen (Seitenteile) des Gestühls stammen aus der Barockzeit.
Im Inneren der Kapelle befand sich bis 1969 ein spätgotischer Flügelaltar um 1525, der inzwischen in der Bad Friedrichshaller Kirche St. Barbara aufbewahrt wird. Die Herkunft des Flügelaltars ist unbekannt. Man nimmt aber an, dass er sich bereits früh in Hagenbach befand, bevor er zeitweilig in die nahe Heuchlinger Kapelle verbracht wurde, wieder nach Hagenbach zurückkehrte und nochmals in der Friedhofskapelle, später dann in der Kilianskirche aufbewahrt wurde.